# Кийнень-Бей
Кийнень-Бей, Кийнені-Бей (рум. Câineni-Băi) — село у повіті Бреїла в Румунії. Входить до складу комуни Вішань.
Село розташоване на відстані 127 км на північний схід від Бухареста, 50 км на захід від Бреїли, 61 км на південний захід від Галаца, 143 км на схід від Брашова.

## Населення
За даними перепису населення 2002 року у селі проживали 519 осіб.
Національний склад населення села:
| Національність | Кількість осіб | Відсоток |
| -------------- | -------------- | -------- |
| румуни         | 509            | 98,1%    |
| цигани         | 9              | 1,7%     |

Рідною мовою назвали:
| Мова      | Кількість осіб | Відсоток |
| --------- | -------------- | -------- |
| румунська | 509            | 98,1%    |
| циганська | 9              | 1,7%     |